# Selaginel·la denticulada
Selaginel·la denticulada (Selaginella denticulata) és una espècie de planta vascular sense llavors de la família selaginel·làcies. La planta sencera s'havia usat cuita com a antihelmíntica. Actualment es troba com a planta ornamental.

## Característiques
És una herba amb aspecte de molsa reptant feble i molt bifurcada amb llargs rizòfors a les bifurcacions. Les fulles són dimòrfiques i es disposen en 4 rengles i tenen una lígula que els permet captar l'aigua de la rosada. Els estròbils són sèssils i terminals amb megasporangis grocs amb 4 espores i els microsporangis vermells amb moltes espores. En temps sec o fred, tota la planta envermelleix.

## Distribució
Es distribueix per tot sud d'Europa, nord d'Àfrica, Canàries i Madeira. Als Països Catalans es troba des del Rosselló i el Garraf fins a l'Alt Palància en talussos ombrívols i replans de roques en llocs ombrejats i humits. Preferentment es fa en sòls àcids o descarbonatats. És poc rara a les zones muntanyoses del litoral del vessant marítim del Montnegre, Collserola, cap de Creus i litoral de l'Albera, però molt rara al Baix Camp i al Bages. Viu a les contrades mediterrànies marítimes, principalment als dominis de l'alzinar litoral i de les màquies. També està present a totes les Illes Balears.